# Salado de Arjona
El Salado de Arjona es un río o arroyo del sur de España perteneciente a la cuenca hidrográfica del Guadalquivir que discurre íntegramente por la provincia de Jaén. 

## Curso
El Salado de Arjona nace en el término municipal de Los Villares y discurre por la comarca de la Campiña de Jaén con un recorrido en dirección norte-sure a lo largo de unos 48 km hasta su desembocadura en el río Guadalquivir junto a la localidad de Marmolejo.
Debido a que los niveles de precipitación en la zona son bajos, también lo son las aportaciones del Salado de Arjona. No dispone de presas de regulación. 
Las principales poblaciones de su cuenca son Martos y Lopera. Desemboca en el Guadalquivir en el término municipal de Marmolejo.

## Desbordamientos
El Salado de Arjona, junto con los vecinos Salado de Porcuna y arroyo de Ibros, ha sido catalogado como zona con riesgo de inundación tras un estudio de la dinámica de las inundaciones acaecidas en los años hidrológicos 2009-10, 2012-13 y 2016-17.